# Mélange (gesteente)
In de geologie wordt met mélange of tektonische mélange een grootschalige breccie bedoeld die gevormd is in de accretiewig boven een subductiezone. De klasten kunnen zeer uiteenlopende groottes hebben (de grootste blokken kunnen meer dan een kilometer in doorsnee zijn!) en bestaan meestal uit verschillende lithologieën, van verweerde blokken oceanische korst tot sedimenten van de continentale helling. De matrix bestaat uit gedeformeerde mudstone. Mélanges hebben over het algemeen geen doorlopende bedding.
Mélanges die door massabeweging onder water zijn gevormd worden olistostromen genoemd.
Mélanges worden vaak teruggevonden in overschuivingen in gebergten. Mafische tot ultramafische ofiolietopeenvolgingen die op continentale korst zijn geobduceerd liggen vaak over mélanges. Tot de opkomst van de theorie van platentektoniek stelde het voorkomen van mélanges geologen wereldwijd voor raadsels. Het voorkomen van klasten van bijvoorbeeld blauwschisten (metamorf gesteente dat onder hoge druk maar lage temperatuur heeft gestaan) naast klasten van grauwackes (sedimentair gesteente) kon niet verklaard worden. De platentektoniek zorgde voor een mechanisme waarmee zo uiteenlopende gesteenten samen verpulverd konden worden tot een grofkorrelige breccie.